# Кундель
Кундель — река в России, протекает по Новокузнецкому району Кемеровской области.
Устье реки находится в 12 км по правому берегу реки Большой Таз. Длина реки составляет 21 км.

## Данные водного реестра
По данным государственного водного реестра России относится к Верхнеобскому бассейновому округу, водохозяйственный участок реки — Кондома, речной подбассейн реки — Томь. Речной бассейн реки — (Верхняя) Обь до впадения Иртыша.
В бассейне реки имелись поселки Кундель и Верх-Кундель 